# Rodin-Skandal (Weimar)
Der Rodin-Skandal von 1906 war ein kulturpolitischer Skandal in Weimar, der zum Rücktritt Harry Graf Kesslers von der Leitung des Großherzoglichen Museums für Kunst und Kunstgewerbe führte. Es gab noch weitere Rodin-Skandale, aber keine weiteren mit  derart weitreichenden  Konsequenzen. 

## Geschichte

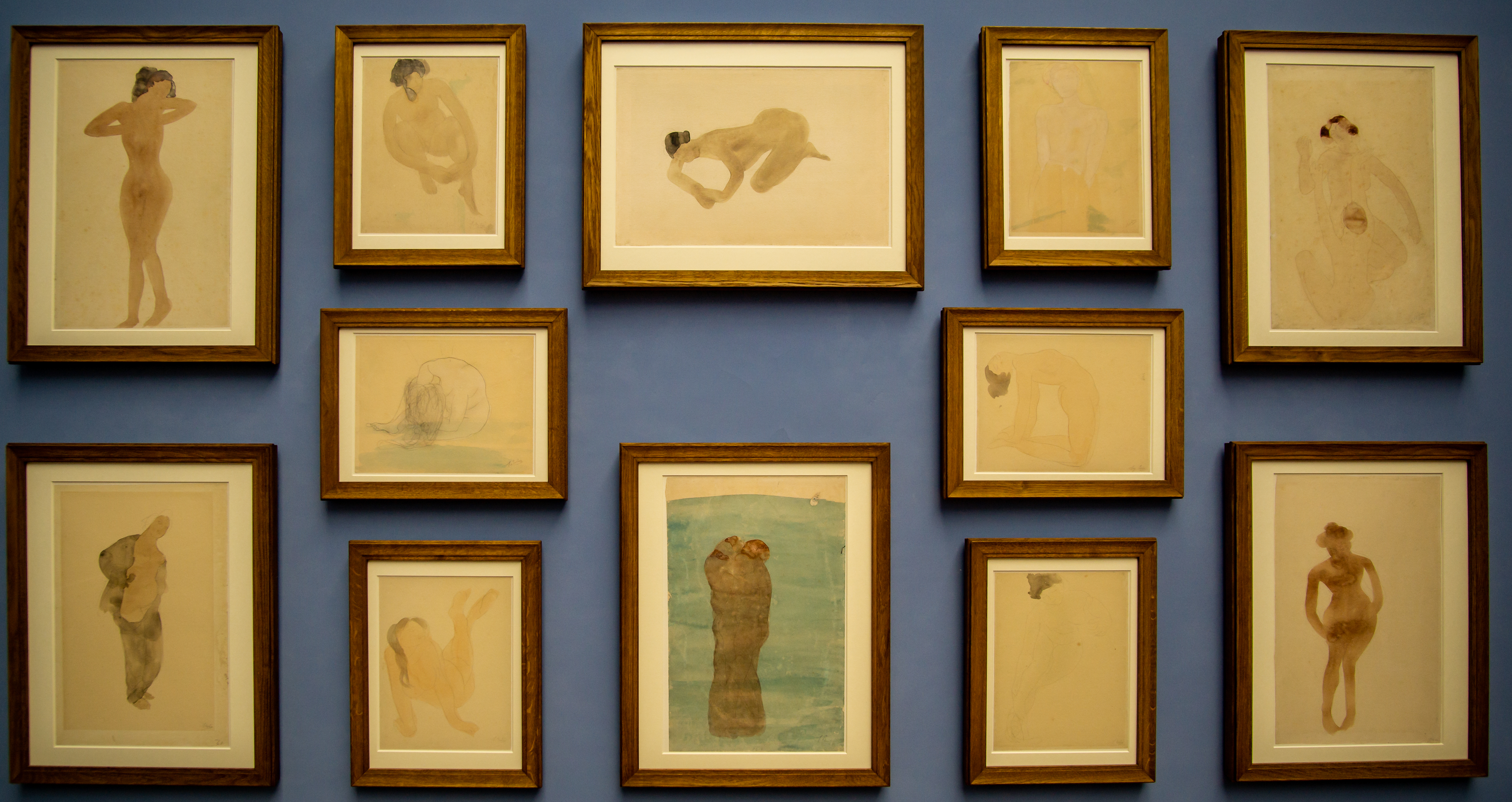
Zwölf Aktstudien von Auguste Rodin (Museum Neues Weimar)

Bereits 1904 wurde eine große Retrospektive Auguste Rodins in Weimar gezeigt. Die Initiative ging von Harry Graf Kessler aus. Dem folgte 1905 der Ankauf der Bronzeplastik das Eherne Zeitalter, gewünscht von Großherzog Wilhelm Ernst. In diesem Jahr wurde Rodin anlässlich des 100. Todestages von Friedrich Schiller und der damit verbundenen Schillerehrungen die Ehrendoktorwürde der Friedrich-Schiller-Universität Jena verliehen. Als Zeichen des Dankes und der Ehrerbietung übereignete Rodin seine Bronzebüste Minerva, die im Senatssaal der Universität aufgestellt wurde, wo sie noch heute steht.
Ein weiteres Geschenk Rodins ging an den Großherzog. Das Geschenk war das Initial für den sogenannten „Rodin-Skandal“ in Weimar. Als die 14 Aktzeichnungen 1906 in der Kunsthalle ausgestellt wurden, berichtete die Weimarische Landeszeitung Deutschland vom 17. Februar 1906 vom „Tiefstand der Sittlichkeit“. Die Pressekampagne wurde durch den Maler Hermann Behmer ausgelöst. Kessler wurde vorgeworfen, die Schenkung Rodins ohne Wissen des Großherzogs angenommen zu haben. In der Tat hatte Kessler keine Rücksprache beim Großherzog genommen. Bei der Eröffnung der Ausstellung befand sich Kessler nicht in Weimar. Letztlich war es ein Angriff konservativer Kräfte auf Kesslers Förderung der modernen Kunst. Die Ausstellung fand vom 5. Januar bis 16. März 1906 statt.
Kessler und Henry van de Velde wandten sich gegen „Heimatkunst“ und „Reichsbeseeler“. Es folgte am 3. Juli 1906 der Rücktritt Harry Graf Kesslers von der Leitung des Großherzoglichen Museums für Kunst und Kunstgewerbe. Kessler wurde vom Weimarer Hof praktisch entfernt. Seine Entlassung war zudem auch die Folge von Intrigen seines Gegenspielers Aimé Charles Vincent von Palézieux-Falconnet. Kesslers Auftreten machte es seinen konservativen Gegnern überdies leicht, Maßnahmen gegen ihn zu ergreifen.
Justus H. Ulbricht ordnete den Rodin-Skandal als Folge der politischen Auseinandersetzungen der Zeit ein: „Der ‚Rodin-Skandal‘ ist ein treffendes Beispiel für den Konflikt zwischen vorgeblich ‚unpolitischen‘ kulturellen Entwürfen und offen politischen Tendenzen der offiziellen wilhelminischen Kunstpolitik, deren ideologischer Kern die Idee einer sittlichen Erziehung der deutschen Nation zu sich selbst mittels Kunst gewesen ist. Dieser nationalpolitischen Intention, Erbe des alten konsensuellen Kunstnationalismus des 19. Jahrhunderts, widersprach die Avantgarde mit ihren Form- und Stilexperimenten radikal – auch wenn manche ihrer Vertreter der Maxime ‚Erziehung durch Kunst‘ selbst verpflichtet blieben.“ Kessler nützte seine sehr erfolgreiche Tätigkeit von 1903 bis 1906 letztlich nichts. Doch Graf Kessler rächte sich seinerseits mit einer Pressekampagne an seinem Widersacher Palezieux.
In der Ausstellung Krieg der Geister, die vom 1. August bis 9. November 2014 im Neuen Museum Weimar zu sehen war, wurde auch der Rodin-Skandal thematisiert.